# Черново (Омская область)
Черново — деревня в Большереченском районе Омской области России. Входит в состав Старокарасукского сельского поселения.

## История
Основана в 1800 г. В 1928 году состояла из 50 хозяйств, основное население — русские. В составе Карасукского сельсовета Большереченского района Тарского округа Сибирского края.

## Население
| 1926 | 2002 | 2010 | 2021 |
| ---- | ---- | ---- | ---- |
| 295  | ↘260 | ↘198 | ↘144 |